# Charlotte Merriam
Charlotte Merriam (Sheridan, Illinois, 5 de abril de 1903-Los Ángeles, California, 10 de julio de 1972) fue una actriz de cine estadounidense.

## Carrera
Bessie Charlotte Merriam era hija del coronel del ejército Henry Clay Merriam (1879-1955) y nació en Fort Sheridan, Illinois. Su carrera cinematográfica comenzó en 1919, a la edad de 16 años, con un papel en The Flip of a Coin. Ese mismo año, durante una visita a Universal Pictures, le ofrecieron un papel en una serie de comedias protagonizada por Eddie Lyons y Leo Moran, posiblemente para sustituir a la actriz Betty Compson, que había pasado al cine. Merriam aceptó. Posteriormente, interpretó papeles principales en comedias de uno y dos rollos, y apareció en papeles importantes en largometrajes más largos.
Actuó junto a Colleen Moore en The Nth Commandment (1923) y fue la protagonista femenina de The Brass Bottle (1923), dirigida por Maurice Tourneur.
En junio de 1924 firmó un contrato de larga duración con Vitagraph Studios. Su papel de Mary Trail en Captain Blood (1924) supuso su transición de la comedia a películas más serias. Merriam estuvo asociada con Warner Brothers Pictures a partir de 1929, cuando firmó para interpretar el papel de Camilla en Dumbbells in Ermine (1930). Participó junto a Paul Hurst en un drama sobre un orfanato producido por Tiffany Pictures sobre los hijos de un bombero fallecido. La primera película sonora se titula The Third Alarm (1930).
Después de la llegada del cine sonoro, los papeles de Merriam consistieron en retratos de mujeres de la alta sociedad empañadas, en particular la madre borracha de Marcia Mae Jones en Night Nurse (1931) protagonizada por Barbara Stanwyck y Clark Gable, y como la infectada de sífilis Elise en Damaged Lives (1934). Después parece haberse retirado.

## Vida personal y muerte
En diciembre de 1923, Merriam fue nombrada codemandada en una demanda de divorcio presentada por May Morris, esposa del director de cine Reggie Morris. Merriam se casó con el actor Rex Lease en 1925. Ambos se conocieron cuando él apareció en una de sus películas dos años antes. Tuvieron dos hijos, Douglas Merriam Kinleyside (1937–1964) y Duncan William Kinleyside (1940–1994). La actriz solicitó el divorcio en 1929. Merriam se casó más tarde con el actor Don Douglas, fallecido en 1946. Vivían en 12423 Laurel Terrace, Studio City, California. Por último, Merriam se casó con Russell Kennedy Woodward (1910–1974).
Su ambición de niña era ser concertista de piano. Continuó su formación musical como actriz de cine. Estudió canto con Felix Hughes. En enero de 1931, Merriam fue operada de urgencia de apendicitis en San Francisco, California. Se encontraba en la zona de la bahía para participar en la animación de un espectáculo automovilístico.
Merriam murió en Los Ángeles en 10 de julio de 1972, a los 69 años.[cita requerida]

## Filmografía parcial
| - The Blue Bonnet (1919) - The Honey Bee (1920) - The Brass Bottle (1923) como Sylvia Hamilton - The Nth Commandment (1923) como Angie Sprunt - Painted People (1924) - The Breathless Moment (1924) - Borrowed Husbands (1924) - Code of the Wilderness (1924) - Captain Blood (1924) como Mary Traill - So Big (1924) como Julie Hempel - Pampered Youth (1925) - Steele of the Royal Mounted (1925) - Oh Billy, Behave (1926) - One Punch O'Day (1926) | - The Candy Kid (1928) - Queen of the Night Clubs (1929) como una chica - Pleasure Crazed (1929) - Second Choice (1930) como Satterlee - Dumbbells in Ermine (1930) como Camilla - The Third Alarm (1930) - Night Nurse (1931) como Mrs Ritchey - Man Wanted (1932) como Miss Smith, recepcionista (sin acreditar) - Damaged Lives (1933) como Elise Cooper - Broken Dreams (1933) - The Avenger (1933) - Alimony Madness (1933) - Dancing Man (1934) |